# Списак насељених места у Француској: F
| A \| B \| C \| D \| E \| F \| G \| H \| I \| J \| K \| L \| M \| N \| O \| P \| Q \| R \| S \| T \| U \| V \| W \| X \| Y \| Z \| É |

- Fa (Aude)
- Fabas (Ariège)
- Fabas (Haute-Garonne)
- Fabas (Tarn-et-Garonne)
- Fabras
- Fabrezan
- Fabrègues
- Faches-Thumesnil
- Faget
- Faget-Abbatial
- Fagnières
- Fagnon
- Fahy-lès-Autrey
- Failly
- Faimbe
- Fain-lès-Montbard
- Fain-lès-Moutiers
- Fains
- Fains-Véel
- Fains-la-Folie
- Faissault
- Fajac-en-Val
- Fajac-la-Relenque
- Fajoles
- Fajolle
- Fajolles
- Falaise (Ardennes)
- Falaise (Calvados)
- Falaise (Yvelines)
- Falck
- Faleyras
- Falga
- Falicon
- Falkwiller
- Fallencourt
- Fallerans
- Falleron
- Falletans
- Fallon
- Faloise
- Fals
- Falvy
- Famars
- Famechon (Pas-de-Calais)
- Famechon (Somme)
- Fameck
- Familly
- Fampoux
- Fanjeaux
- Fanlac
- Faou
- Faouët (Morbihan)
- Faramans (Ain)
- Faramans (Isère)
- Farbus
- Farceaux
- Fare-en-Champsaur
- Fare-les-Oliviers
- Fareins
- Faremoutiers
- Farges (Ain)
- Farges-Allichamps
- Farges-en-Septaine
- Farges-lès-Chalon
- Farges-lès-Mâcon
- Fargues (Gironde)
- Fargues (Landes)
- Fargues (Lot)
- Fargues-Saint-Hilaire
- Fargues-sur-Ourbise
- Farincourt
- Farinole
- Farlède
- Farnay
- Farschviller
- Farébersviller
- Fatines
- Fatouville-Grestain
- Fau-de-Peyre
- Fauch
- Faucigny
- Faucogney-et-la-Mer
- Faucompierre
- Faucon
- Faucon-de-Barcelonnette
- Faucon-du-Caire
- Fauconcourt
- Faucoucourt
- Faudoas
- Fauga
- Fauguernon
- Fauguerolles
- Faugères (Ardèche)
- Faugères (Hérault)
- Fauillet
- Faulq
- Faulquemont
- Faulx
- Faumont
- Fauquembergues
- Faurie
- Faurilles
- Fauroux
- Faussergues
- Faute-sur-Mer
- Fauverney
- Fauville
- Fauville-en-Caux
- Faux-Fresnay
- Faux-Mazuras
- Faux-Villecerf
- Faux-Vésigneul
- Faux-la-Montagne
- Favalello
- Favars
- Faveraye-Mâchelles
- Faverdines
- Faverelles
- Faverges
- Faverges-de-la-Tour
- Faverney
- Faverois
- Faverolles (Aisne)
- Faverolles (Cantal)
- Faverolles (Eure-et-Loir)
- Faverolles (Haute-Marne)
- Faverolles (Indre)
- Faverolles (Orne)
- Faverolles (Somme)
- Faverolles-et-Coëmy
- Faverolles-la-Campagne
- Faverolles-lès-Lucey
- Faverolles-sur-Cher
- Favière
- Favières (Eure-et-Loir)
- Favières (Meurthe-et-Moselle)
- Favières (Seine-et-Marne)
- Favières (Somme)
- Favresse
- Favreuil
- Favrieux
- Favril (Eure-et-Loir)
- Favril (Nord)
- Fay (Orne)
- Fay (Sarthe)
- Fay (Saône-et-Loire)
- Fay (Somme)
- Fay-Saint-Quentin
- Fay-aux-Loges
- Fay-de-Bretagne
- Fay-en-Montagne
- Fay-le-Clos
- Fay-les-Etangs
- Fay-lès-Marcilly
- Fay-sur-Lignon
- Faycelles
- Faye (Charente)
- Faye (Loir-et-Cher)
- Faye-d'Anjou
- Faye-l'Abbesse
- Faye-la-Vineuse
- Faye-sur-Ardin
- Fayel
- Fayence
- Fayet (Aisne)
- Fayet (Aveyron)
- Fayet-Ronaye
- Fayet-le-Château
- Fayl-la-Forêt
- Faymont
- Faymoreau
- Fays (Haute-Marne)
- Fays (Vosges)
- Fays-la-Chapelle
- Fayssac
- Faó-lès-Nemours
- Febvin-Palfart
- Fegersheim
- Feigneux
- Feignies
- Feigères
- Feillens
- Feings (Loir-et-Cher)
- Feings (Orne)
- Feins
- Feins-en-Gâtinais
- Feissons-sur-Isère
- Feissons-sur-Salins
- Fel
- Felce
- Feldbach
- Feldkirch
- Feliceto
- Felleries
- Fellering
- Felletin
- Felluns
- Felon
- Felzins
- Fenain
- Fendeille
- Feneu
- Fenioux (Charente-Maritime)
- Fenioux (Deux-Sèvres)
- Fenneviller
- Fenouiller
- Fenouillet (Haute-Garonne)
- Fenouillet (Pyrénées-Orientales)
- Fenouillet-du-Razès
- Fercé
- Fercé-sur-Sarthe
- Ferdrupt
- Ferfay
- Fermanville
- Fermeté
- Ferney-Voltaire
- Fernoël
- Ferques
- Ferrals-les-Corbières
- Ferrals-les-Montagnes
- Ferran
- Ferrassières
- Ferrensac
- Ferres
- Ferrette
- Ferreux-Quincey
- Ferrière (Indre-et-Loire)
- Ferrière (Isère)
- Ferrière-Airoux
- Ferrière-Bochard
- Ferrière-Béchet
- Ferrière-Harang
- Ferrière-Larçon
- Ferrière-au-Doyen
- Ferrière-aux-Etangs
- Ferrière-de-Flée
- Ferrière-en-Parthenay
- Ferrière-et-Lafolie
- Ferrière-la-Grande
- Ferrière-la-Petite
- Ferrière-sur-Beaulieu
- Ferrières (Charente-Maritime)
- Ferrières (Hautes-Pyrénées)
- Ferrières (Loiret)
- Ferrières (Manche)
- Ferrières (Meurthe-et-Moselle)
- Ferrières (Oise)
- Ferrières (Seine-et-Marne)
- Ferrières (Somme)
- Ferrières (Tarn)
- Ferrières-Haut-Clocher
- Ferrières-Poussarou
- Ferrières-Saint-Hilaire
- Ferrières-Saint-Mary
- Ferrières-en-Bray
- Ferrières-la-Verrerie
- Ferrières-le-Lac
- Ferrières-les-Bois
- Ferrières-les-Verreries
- Ferrières-lès-Ray
- Ferrières-lès-Scey
- Ferrières-sur-Ariège
- Ferrières-sur-Sichon
- Ferrussac
- Ferrère
- Fertans
- Fertrève
- Ferté
- Ferté-Alais
- Ferté-Beauharnais
- Ferté-Bernard
- Ferté-Chevresis
- Ferté-Frênel
- Ferté-Gaucher
- Ferté-Hauterive
- Ferté-Imbault
- Ferté-Loupière
- Ferté-Macé
- Ferté-Milon
- Ferté-Saint-Aubin
- Ferté-Saint-Cyr
- Ferté-Saint-Samson
- Ferté-Vidame
- Ferté-Villeneuil
- Ferté-sous-Jouarre
- Ferté-sur-Chiers
- Fervaches
- Fervaques
- Fescamps
- Fesches-le-Châtel
- Fesmy-le-Sart
- Fesques
- Fessanvilliers-Mattanvilliers
- Fessenheim
- Fessenheim-le-Bas
- Fessevillers
- Fessey
- Fessy
- Festalemps
- Festes-et-Saint-André
- Festieux
- Festigny (Marne)
- Festigny (Yonne)
- Festubert
- Feucherolles
- Feuchy
- Feugarolles
- Feuges
- Feuguerolles
- Feuguerolles-Bully
- Feugères
- Feuilla
- Feuillade (Charente)
- Feuillie (Manche)
- Feuillie (Seine-Maritime)
- Feuillères
- Feuillée
- Feule
- Feuquières
- Feuquières-en-Vimeu
- Feurs
- Feusines
- Feux
- Fey-en-Haye
- Feyt
- Feytiat
- Feyzin
- Fiac
- Ficaja
- Ficheux
- Fichous-Riumayou
- Fied
- Fief-Sauvin
- Fieffes-Montrelet
- Fiefs
- Fiennes
- Fienvillers
- Fierville-Bray
- Fierville-les-Mines
- Fierville-les-Parcs
- Fieulaine
- Fieux
- Figanières
- Figari
- Figarol
- Figeac
- Fignières
- Fignévelle
- Filain (Aisne)
- Filain (Haute-Saône)
- Fillinges
- Fillières
- Fillièvres
- Fillols
- Fillé
- Filstroff
- Fiménil
- Finestret
- Finhan
- Fins (Doubs)
- Fins (Somme)
- Fiquefleur-Equainville
- Firbeix
- Firfol
- Firmi
- Firminy
- Fislis
- Fismes
- Fitilieu
- Fitou
- Fitz-James
- Fix-Saint-Geneys
- Fixem
- Fixin
- Flacey (Côte-d'Or)
- Flacey (Eure-et-Loir)
- Flacey-en-Bresse
- Flachère
- Flachères
- Flacourt
- Flacy
- Flagey (Doubs)
- Flagey (Haute-Marne)
- Flagey-Echézeaux
- Flagey-Rigney
- Flagey-lès-Auxonne
- Flagnac
- Flagy (Haute-Saône)
- Flagy (Saône-et-Loire)
- Flagy (Seine-et-Marne)
- Flaignes-Havys
- Flainval
- Flamanville (Manche)
- Flamanville (Seine-Maritime)
- Flamarens
- Flamengrie (Aisne)
- Flamengrie (Nord)
- Flamets-Frétils
- Flammerans
- Flammerécourt
- Flancourt-Catelon
- Flangebouche
- Flassan
- Flassans-sur-Issole
- Flassigny
- Flastroff
- Flat
- Flaucourt
- Flaugeac
- Flaugnac
- Flaujac-Gare
- Flaujac-Poujols
- Flaujagues
- Flaumont-Waudrechies
- Flaux
- Flavacourt
- Flaviac
- Flavignac
- Flavignerot
- Flavigny (Cher)
- Flavigny (Marne)
- Flavigny-le-Grand-et-Beaurain
- Flavigny-sur-Moselle
- Flavigny-sur-Ozerain
- Flavin
- Flavy-le-Martel
- Flavy-le-Meldeux
- Flaxieu
- Flaxlanden
- Flayat
- Flayosc
- Fleigneux
- Fleisheim
- Fleix (Vienne)
- Flers (Orne)
- Flers (Pas-de-Calais)
- Flers (Somme)
- Flers-en-Escrebieux
- Flers-sur-Noye
- Flesquières
- Flesselles
- Fleurac (Charente)
- Fleurac (Dordogne)
- Fleurance
- Fleurat
- Fleurbaix
- Fleurey
- Fleurey-lès-Faverney
- Fleurey-lès-Lavoncourt
- Fleurey-lès-Saint-Loup
- Fleurey-sur-Ouche
- Fleurie
- Fleuriel
- Fleurieu-sur-Saône
- Fleurieux-sur-l'Arbresle
- Fleurigné
- Fleurines
- Fleurville
- Fleury (Aisne)
- Fleury (Aude)
- Fleury (Manche)
- Fleury (Moselle)
- Fleury (Oise)
- Fleury (Pas-de-Calais)
- Fleury (Somme)
- Fleury-Mérogis
- Fleury-devant-Douaumont
- Fleury-en-Bière
- Fleury-la-Forêt
- Fleury-la-Montagne
- Fleury-la-Rivière
- Fleury-la-Vallée
- Fleury-les-Aubrais
- Fleury-sur-Andelle
- Fleury-sur-Loire
- Fleury-sur-Orne
- Fleuré (Orne)
- Fleuré (Vienne)
- Flexanville
- Flexbourg
- Fley
- Fleys
- Flez-Cuzy
- Fligny
- Flin
- Flines-lez-Raches
- Flines-lès-Mortagne
- Flins-Neuve-Église
- Flins-sur-Seine
- Flipou
- Flirey
- Flixecourt
- Flize
- Flocellière
- Flocourt
- Flocques
- Flogny-la-Chapelle
- Floing
- Floirac (Charente-Maritime)
- Floirac (Gironde)
- Floirac (Lot)
- Florac
- Florange
- Florensac
- Florent-en-Argonne
- Florentia
- Florentin
- Florentin-la-Capelle
- Floressas
- Florimont
- Florimont-Gaumier
- Floringhem
- Florémont
- Flotte
- Flottemanville
- Flottemanville-Hague
- Floudès
- Floure
- Flourens
- Floursies
- Floyon
- Flumet
- Fluquières
- Fluy
- Flèche
- Fléac
- Fléac-sur-Seugne
- Fléchin
- Fléchy
- Flée (Côte-d'Or)
- Flée (Sarthe)
- Fléré-la-Rivière
- Flétrange
- Fléty
- Fléville
- Fléville-Lixières
- Fléville-devant-Nancy
- Flévy
- Flêtre
- Foameix-Ornel
- Foce
- Focicchia
- Foisches
- Foissac (Aveyron)
- Foissac (Gard)
- Foissiat
- Foissy
- Foissy-lès-Vézelay
- Foissy-sur-Vanne
- Foix
- Folcarde
- Folembray
- Folgensbourg
- Folgoët
- Folie
- Folies
- Folkling
- Follainville-Dennemont
- Folles
- Folletière
- Folletière-Abenon
- Folleville (Eure)
- Folleville (Somme)
- Folligny
- Folschviller
- Fomerey
- Fomperron
- Fonbeauzard
- Foncegrive
- Fonches-Fonchette
- Foncine-le-Bas
- Foncine-le-Haut
- Foncquevillers
- Fondamente
- Fondettes
- Fondremand
- Fongrave
- Fongueusemare
- Fonroque
- Fons (Ardèche)
- Fons (Gard)
- Fons (Lot)
- Fons-sur-Lussan
- Fonsommes
- Fonsorbes
- Font-Romeu-Odeillo-Via
- Fontain
- Fontaine (Aube)
- Fontaine (Isère)
- Fontaine (Territoire-de-Belfort)
- Fontaine-Bellenger
- Fontaine-Bonneleau
- Fontaine-Chaalis
- Fontaine-Chalendray
- Fontaine-Couverte
- Fontaine-Denis-Nuisy
- Fontaine-Etoupefour
- Fontaine-Fourches
- Fontaine-Française
- Fontaine-Guérin
- Fontaine-Henry
- Fontaine-Heudebourg
- Fontaine-Lavaganne
- Fontaine-Milon
- Fontaine-Mâcon
- Fontaine-Notre-Dame (Aisne)
- Fontaine-Notre-Dame (Nord)
- Fontaine-Raoul
- Fontaine-Saint-Lucien
- Fontaine-Saint-Martin
- Fontaine-Simon
- Fontaine-Uterte
- Fontaine-au-Bois
- Fontaine-au-Pire
- Fontaine-de-Vaucluse
- Fontaine-en-Bray
- Fontaine-en-Dormois
- Fontaine-l'Abbé
- Fontaine-l'Etalon
- Fontaine-la-Gaillarde
- Fontaine-la-Guyon
- Fontaine-la-Louvet
- Fontaine-la-Mallet
- Fontaine-la-Rivière
- Fontaine-la-Soret
- Fontaine-le-Bourg
- Fontaine-le-Comte
- Fontaine-le-Dun
- Fontaine-le-Port
- Fontaine-le-Puits
- Fontaine-le-Sec
- Fontaine-les-Bassets
- Fontaine-les-Coteaux
- Fontaine-les-Grès
- Fontaine-les-Ribouts
- Fontaine-lès-Boulans
- Fontaine-lès-Cappy
- Fontaine-lès-Clercs
- Fontaine-lès-Clerval
- Fontaine-lès-Croisilles
- Fontaine-lès-Dijon
- Fontaine-lès-Hermans
- Fontaine-lès-Luxeuil
- Fontaine-lès-Vervins
- Fontaine-sous-Jouy
- Fontaine-sous-Montdidier
- Fontaine-sous-Préaux
- Fontaine-sur-Ay
- Fontaine-sur-Maye
- Fontaine-sur-Somme
- Fontainebleau
- Fontainebrux
- Fontaines (Saône-et-Loire)
- Fontaines (Wandea)
- Fontaines (Yonne)
- Fontaines-Saint-Clair
- Fontaines-Saint-Martin
- Fontaines-d'Ozillac
- Fontaines-en-Duesmois
- Fontaines-en-Sologne
- Fontaines-les-Sèches
- Fontaines-sur-Marne
- Fontaines-sur-Saône
- Fontains
- Fontan
- Fontanes (Lot)
- Fontanes (Lozère)
- Fontanes-du-Causse
- Fontanges
- Fontangy
- Fontanil-Cornillon
- Fontanières
- Fontannes
- Fontans
- Fontanès (Gard)
- Fontanès (Hérault)
- Fontanès (Loire)
- Fontanès-de-Sault
- Fontarèches
- Fontclaireau
- Fontcouverte (Aude)
- Fontcouverte (Charente-Maritime)
- Fontcouverte-la Toussuire
- Fontelaye
- Fontenai-les-Louvets
- Fontenai-sur-Orne
- Fontenailles (Seine-et-Marne)
- Fontenailles (Yonne)
- Fontenay (Eure)
- Fontenay (Indre)
- Fontenay (Manche)
- Fontenay (Saône-et-Loire)
- Fontenay (Seine-Maritime)
- Fontenay (Vosges)
- Fontenay-Mauvoisin
- Fontenay-Saint-Père
- Fontenay-Torcy
- Fontenay-Trésigny
- Fontenay-aux-Roses
- Fontenay-de-Bossery
- Fontenay-en-Parisis
- Fontenay-le-Comte
- Fontenay-le-Fleury
- Fontenay-le-Marmion
- Fontenay-le-Pesnel
- Fontenay-le-Vicomte
- Fontenay-lès-Briis
- Fontenay-près-Chablis
- Fontenay-près-Vézelay
- Fontenay-sous-Bois
- Fontenay-sous-Fouronnes
- Fontenay-sur-Conie
- Fontenay-sur-Eure
- Fontenay-sur-Loing
- Fontenay-sur-Mer
- Fontenay-sur-Vègre
- Fontenelle (Aisne)
- Fontenelle (Côte-d'Or)
- Fontenelle (Loir-et-Cher)
- Fontenelle (Territoire-de-Belfort)
- Fontenelle-Montby
- Fontenelle-en-Brie
- Fontenelles
- Fontenermont
- Fontenet
- Fontenille
- Fontenille-Saint-Martin-d'Entraigues
- Fontenilles
- Fontenois-la-Ville
- Fontenois-lès-Montbozon
- Fontenotte
- Fontenouilles
- Fontenoy (Aisne)
- Fontenoy (Yonne)
- Fontenoy-la-Joûte
- Fontenoy-le-Château
- Fontenoy-sur-Moselle
- Fontenu
- Fonteny
- Fonters-du-Razès
- Fontet
- Fontette
- Fontevraud-l'Abbaye
- Fontgombault
- Fontguenand
- Fontienne
- Fontiers-Cabardès
- Fontiès-d'Aude
- Fontjoncouse
- Fontoy
- Fontpédrouse
- Fontrabiouse
- Fontrailles
- Fontvannes
- Fontvieille (Prowansja)
- Fontès
- Forbach (Moselle)
- Forcalqueiret
- Forcalquier
- Force (Aude)
- Forcelles-Saint-Gorgon
- Forcelles-sous-Gugney
- Forceville
- Forceville-en-Vimeu
- Forcey
- Forciolo
- Forclaz
- Forcé
- ForeSaint-Landerneau
- ForeSaint-Montiers
- ForeSaint-St-Julien
- ForeSaint-en-Cambrésis
- ForeSaint-l'Abbaye
- ForeSaint-sur-Marque
- Foreste
- Forestière
- Forfry
- Forge
- Forges (Charente-Maritime)
- Forges (Deux-Sèvres)
- Forges (Maine-et-Loire)
- Forges (Morbihan)
- Forges (Orne)
- Forges (Seine-et-Marne)
- Forges (Vosges)
- Forges-la-Forêt
- Forges-les-Bains
- Forges-les-Eaux
- Forges-sur-Meuse
- Forgues
- Forgès
- Forie
- Forléans
- Formentin
- Formerie
- Formigny
- Formiguères
- Fornex
- Fors
- Forstfeld
- Forstheim
- Fort-Louis
- Fort-Mahon-Plage
- Fort-Mardyck
- Fort-Moville
- Fort-du-Plasne
- Fortan
- Fortel-en-Artois
- Forteresse
- Fortschwihr
- Forêt-Auvray
- Forêt-Fouesnant
- Forêt-Sainte-Croix
- Forêt-de-Tessé
- Forêt-du-Temple
- Forêt-la-Folie
- Forêt-le-Roi
- Forêt-sur-Sèvre
- Fos (Haute-Garonne)
- Fos (Hérault)
- Fos-sur-Mer
- Fossat
- Fosse
- Fosse-Corduan
- Fosse-de-Tigné
- Fossemagne
- Fossemanant
- Fosses (Deux-Sèvres)
- Fosses (Val-d'Oise)
- Fosseuse
- Fosseux
- Fossieux
- Fossoy
- Fossès-et-Baleyssac
- Fossé (Ardennes)
- Fossé (Seine-Maritime)
- Foucarmont
- Foucart
- Foucarville
- Foucaucourt-Hors-Nesle
- Foucaucourt-en-Santerre
- Foucaucourt-sur-Thabas
- Foucherans (Doubs)
- Foucherans (Jura)
- Foucherolles
- Fouchy
- Fouchères (Aube)
- Fouchères (Yonne)
- Fouchères-aux-Bois
- Fouchécourt (Haute-Saône)
- Fouchécourt (Vosges)
- Foucrainville
- Fouday
- Fouesnant
- Foufflin-Ricametz
- Foug
- Fougaron
- Fougax-et-Barrineuf
- Fougerolles (Haute-Saône)
- Fougerolles (Indre)
- Fougerolles-du-Plessis
- Fougeré (Maine-et-Loire)
- Fougeré (Wandea)
- Fougerêts
- Fougueyrolles
- Fougères
- Fougères-sur-Bièvre
- Fouillade
- Fouilleuse
- Fouillouse (Hautes-Alpes)
- Fouillouse (Loire)
- Fouilloux
- Fouilloy (Oise)
- Fouilloy (Somme)
- Fouju
- Foulain
- Foulangues
- Foulayronnes
- Foulbec
- Foulcrey
- Fouleix
- Foulenay
- Fouligny
- Foulognes
- Fouquebrune
- Fouquenies
- Fouquereuil
- Fouquerolles
- Fouquescourt
- Fouqueure
- Fouqueville
- Fouquières-lès-Béthune
- Fouquières-lès-Lens
- Four
- Fouras
- Fourbanne
- Fourcatier-et-Maison-Neuve
- Fourchambault
- Fourches
- Fourcigny
- Fourcès
- Fourdrain
- Fourdrinoy
- Fourg
- Fourges
- Fourgs
- Fourilles
- Fourmagnac
- Fourmetot
- Fourmies
- Fournaudin
- Fourneaux (Loire)
- Fourneaux (Manche)
- Fourneaux (Savoie)
- Fourneaux-le-Val
- Fournels
- Fournes-Cabardès
- Fournes-en-Weppes
- Fournet
- Fournet-Blancheroche
- Fournets-Luisans
- Fourneville
- Fournival
- Fournols
- Fournoulès
- Fournès
- Fouronnes
- Fourques (Gard)
- Fourques (Pyrénées-Orientales)
- Fourques-sur-Garonne
- Fourqueux
- Fourquevaux
- Fours (Gironde)
- Fours (Nièvre)
- Fours-en-Vexin
- Fourtou
- Foussais-Payré
- Foussemagne
- Fousseret
- Foussignac
- Fouvent-Saint-Andoche
- Fouzilhon
- Foville
- Fox-Amphoux
- Foye-Monjault
- Fozières
- Fozzano
- Foëcy
- Fragnes
- Frahier-et-Chatebier
- Fraignot-et-Vesvrotte
- Fraillicourt
- Fraimbois
- Frain
- Frais
- Fraisans
- Fraisnes-en-Stois
- Fraisse
- Fraisse-Cabardès
- Fraisse-sur-Agout
- Fraisses
- Fraissines
- Fraissinet-de-Fourques
- Fraissinet-de-Lozère
- Fraissé-des-Corbières
- Fralignes
- Framboisière
- Frambouhans
- Framecourt
- Framerville-Rainecourt
- Framicourt
- Framont
- Frampas
- Francalmont
- Francaltroff
- Francarville
- Francastel
- Francazal
- Francescas
- Franchesse
- Francheval
- Franchevelle
- Francheville (Ardennes)
- Francheville (Côte-d'Or)
- Francheville (Eure)
- Francheville (Jura)
- Francheville (Marne)
- Francheville (Meurthe-et-Moselle)
- Francheville (Orne)
- Francheville (Rodan)
- Francillon
- Francillon-sur-Roubion
- Francilly-Selency
- Francin
- Francières (Oise)
- Francières (Somme)
- Franclens
- Francon
- Franconville (Meurthe-et-Moselle)
- Franconville (Val-d'Oise)
- Francoulès
- Francourt
- Francourville
- Francs
- Francueil
- Franey
- Frangy
- Frangy-en-Bresse
- Franken
- Franleu
- Franois
- Franquevielle
- Franqueville (Aisne)
- Franqueville (Eure)
- Franqueville (Somme)
- Franqueville-Saint-Pierre
- Frans (Ain)
- Fransart
- Fransu
- Fransures
- Fransèches
- Franvillers
- Franxault
- Françay
- François
- Frapelle
- Fraquelfing
- Fraroz
- Frasnay-Reugny
- Frasne (Doubs)
- Frasne (Jura)
- Frasne-le-Château
- Frasnois
- Frasnoy
- Frasnée
- Frasseto
- Frauenberg
- Frausseilles
- Fravaux
- Fraysse
- Frayssinet
- Frayssinet-le-Gélat
- Frayssinhes
- Frazé
- Frebécourt
- Freigné
- Freissinières
- Freissinouse
- Freistroff
- Freix-Anglards
- Frelinghien
- Fremifontaine
- Frencq
- Frenelle-la-Grande
- Frenelle-la-Petite
- Freneuse (Seine-Maritime)
- Freneuse (Yvelines)
- Freneuse-sur-Risle
- Freney
- Freney-d'Oisans
- Fresles
- Fresnaie-Fayel
- Fresnay
- Fresnay-en-Retz
- Fresnay-l'Evêque
- Fresnay-le-Comte
- Fresnay-le-Gilmert
- Fresnay-le-Long
- Fresnay-le-Samson
- Fresnay-sur-Sarthe
- Fresnaye-au-Sauvage
- Fresnaye-sur-Chédouet
- Fresne (Marne)
- Fresne-Camilly
- Fresne-Cauverville
- Fresne-Léguillon
- Fresne-Poret
- Fresne-Saint-Mamès
- Fresne-l'Archevêque
- Fresne-le-Plan
- Fresne-sur-Loire
- Fresneaux-Montchevreuil
- Fresnes (Aisne)
- Fresnes (Côte-d'Or)
- Fresnes (Loir-et-Cher)
- Fresnes (Val-de-Marne)
- Fresnes (Yonne)
- Fresnes-Mazancourt
- Fresnes-Tilloloy
- Fresnes-au-Mont
- Fresnes-en-Saulnois
- Fresnes-en-Tardenois
- Fresnes-en-Woëvre
- Fresnes-lès-Montauban
- Fresnes-lès-Reims
- Fresnes-sur-Apance
- Fresnes-sur-Escaut
- Fresnes-sur-Marne
- Fresneville
- Fresney
- Fresney-le-Puceux
- Fresney-le-Vieux
- Fresnicourt-le-Dolmen
- Fresnières
- Fresnois-la-Montagne
- Fresnoy
- Fresnoy-Andainville
- Fresnoy-Folny
- Fresnoy-au-Val
- Fresnoy-en-Chaussée
- Fresnoy-en-Gohelle
- Fresnoy-en-Thelle
- Fresnoy-la-Rivière
- Fresnoy-le-Château
- Fresnoy-le-Grand
- Fresnoy-le-Luat
- Fresnoy-lès-Roye
- Fresné-la-Mère
- Frespech
- Fresquiennes
- Fressac
- Fressain
- Fressancourt
- Fresse
- Fresse-sur-Moselle
- Fresselines
- Fressenneville
- Fressies
- Fressin
- Fressines
- Frestoy-Vaux
- Fresville
- Fretigney-et-Velloreille
- Fretin
- Frette (Isère)
- Frette (Saône-et-Loire)
- Frette-sur-Seine
- Frettecuisse
- Frettemeule
- Fretterans
- Freulleville
- Freybouse
- Freycenet-la-Cuche
- Freycenet-la-Tour
- Freychenet
- Freyming-Merlebach
- Freyssenet
- Friaize
- Friaucourt
- Friauville
- Fribourg
- Fricamps
- Frichemesnil
- Fricourt
- Fridefont
- Friedolsheim
- Friesen
- Friesenheim
- Frignicourt
- Frise
- Friville-Escarbotin
- Frizon
- Frières-Faillouël
- Froberville
- Frocourt
- Froges
- Frohen-le-Grand
- Frohen-le-Petit
- Frohmuhl
- Froideconche
- Froidefontaine
- Froidestrées
- Froideterre
- Froidevaux
- Froideville
- Froidfond
- Froidmont-Cohartille
- Froidos
- Froissy
- Frolois
- Fromelennes
- Fromelles
- Fromental
- Fromentières (Marne)
- Fromentières (Mayenne)
- Fromeréville-les-Vallons
- Fromezey
- Fromont
- Fromy
- Froncles
- Fronsac (Gironde)
- Fronsac (Haute-Garonne)
- Frontenac (Gironde)
- Frontenac (Lot)
- Frontenard
- Frontenas
- Frontenaud
- Frontenay
- Frontenay-Rohan-Rohan
- Frontenex
- Frontignan
- Frontignan-Savès
- Frontignan-de-Comminges
- Fronton (Haute-Garonne)
- Frontonas
- Fronville
- Frossay
- Frotey-lès-Lure
- Frotey-lès-Vesoul
- Frouard
- Frouville
- Frouzins
- Froville
- Froyelles
- Frozes
- Frucourt
- Frugerès-les-Mines
- Fruges
- Frugières-le-Pin
- Fruncé
- Fry
- Fréauville
- Frébuans
- Fréchencourt
- Fréchendets
- Fréchet
- Fréchet-Aure
- Fréchou
- Fréchou-Fréchet
- Fréchède
- Frécourt
- Frédille
- Frédière
- Frédéric-Fontaine
- Frégimont
- Frégouville
- Fréhel
- Fréjairolles
- Fréjeville
- Fréjus
- Fréland
- Frémainville
- Frémery
- Frémeréville-sous-les-Côtes
- Frémestroff
- Frémicourt
- Frémontiers
- Frémonville
- Frémécourt
- Fréménil
- Frénaye
- Fréniches
- Frénois (Côte-d'Or)
- Frénois (Vosges)
- Frénouville
- Frépillon
- Fréterive
- Fréteval
- Fréthun
- Frétigny
- Frétoy
- Frétoy-le-Château
- Fréty
- Frévent
- Fréville (Seine-Maritime)
- Fréville (Vosges)
- Fréville-du-Gâtinais
- Frévillers
- Frévin-Capelle
- Frênes
- Frôlois
- Frœningen
- Frœschwiller
- Fuans
- Fublaines
- Fugeret
- Fuilet
- Fuilla
- Fuissé
- Fuligny
- Fulleren (Haut-Rhin)
- Fultot
- Fulvy
- Fumay
- Fumel
- Fumichon
- Furchhausen
- Furdenheim
- Furiani
- Furmeyer
- Fussey
- Fussy
- Fustignac
- Fustérouau
- Futeau
- Fuveau
- Fyé
- Fâchin
- Fère
- Fère-Champenoise
- Fère-en-Tardenois
- Fèrebrianges
- Fèves
- Féas
- Fécamp
- Féchain
- Fécocourt
- Fédry
- Fégréac
- Félines (Ardèche)
- Félines (Haute-Loire)
- Félines-Minervois
- Félines-Termenès
- Félines-sur-Rimandoule
- Fénay
- Fénery
- Féneyrols
- Féniers
- Fénols
- Fénétrange
- Fépin
- Férel
- Féricy
- Férin
- Férolles
- Férolles-Attilly
- Féron
- Férée
- Féternes
- Fétigny
- Féy
- Fêche-l'Eglise
- Fête

| A \| B \| C \| D \| E \| F \| G \| H \| I \| J \| K \| L \| M \| N \| O \| P \| Q \| R \| S \| T \| U \| V \| W \| X \| Y \| Z \| É |